# Otto Erler, Rauchwarengroßhandel

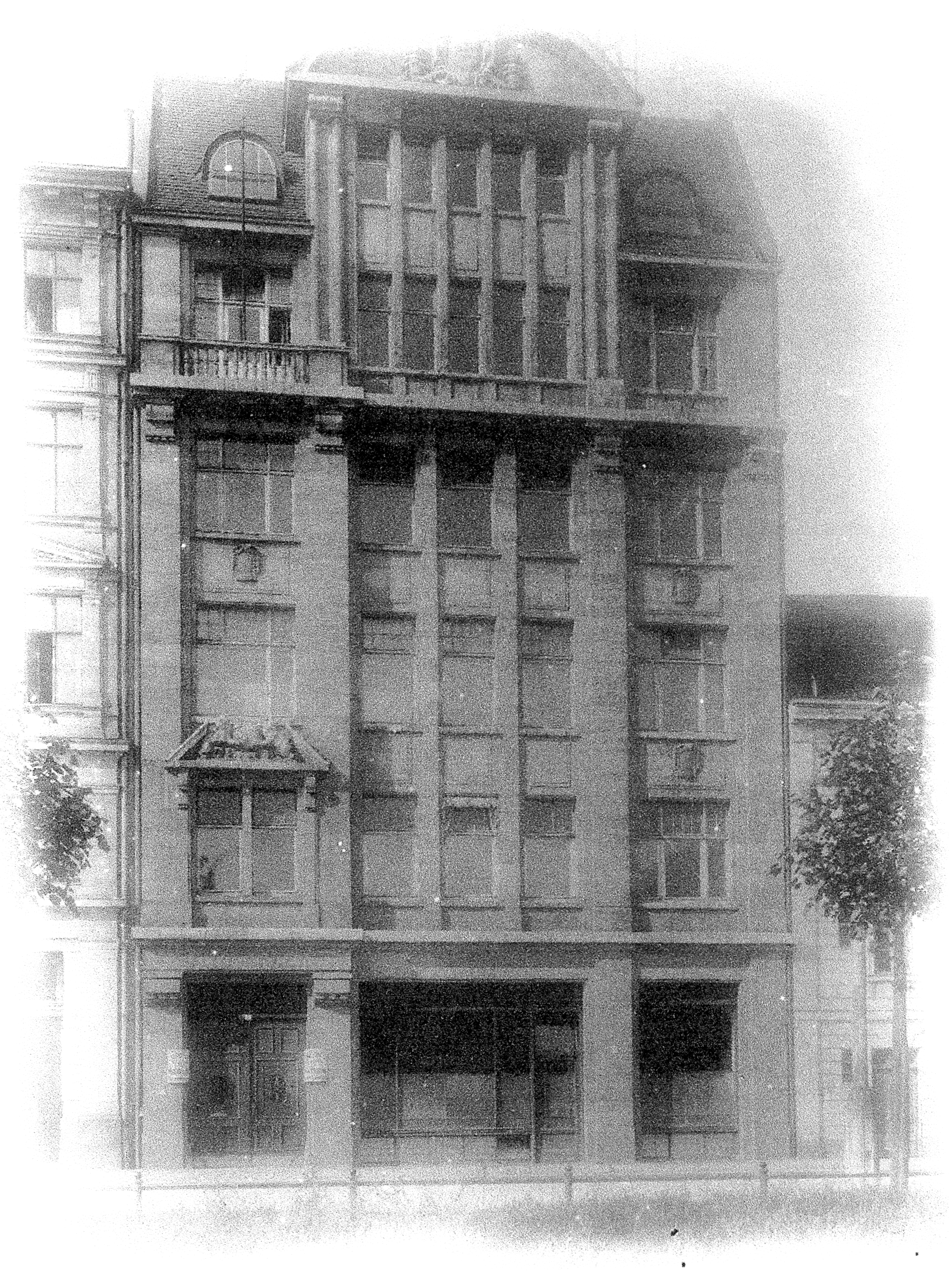
Die Rauchwarenhalle Otto Erler von der Richard-Wagner-Straße 5 aus gesehen

Der Kürschnermeister  Otto Erler († 1911) gründete 1. März 1886, nach zehnjähriger Teilhaberschaft in der Firma seines Vaters Friedrich Erler, unter eigenem Namen einen Großhandel mit Rauchwaren. Mehrere Namensträger der Familie Erler waren ebenfalls in der Pelzbranche als Färber, Groß- oder Einzelhändler tätig.
Im Jahr 1865, Otto Erler war noch Kürschnergeselle, wurde vermerkt, dass er als Zeuge der Unterschlagung eines Biberpelzes im väterlichen Betrieb, Brühl 73, durch den späteren Schriftsteller Karl May auf dem Königlichen Polizeiamt Leipzig aussagte. Es stellte sich heraus, dass May bereits im Dezember vorigen Jahres in Chemnitz „auf betrügerische Weise zwei Pelze von Bisam und zwei Frauenpelzkragen“ ergaunert hatte.
Im Jahr 1910 regte Erler erstmals den Bau des Bismarckturmes bei Leipzig an. Der Turm sollte zu Ehren des 100. Geburtstages von Bismarck errichtet werden. Ebenfalls auf seine Anregung wurde im Dezember 1910 ein Ausschuss zur Errichtung eines Bismarckturmes bei Leipzig gegründet, welcher einen Aufruf an die Bevölkerung Leipzigs und Umgebung mit der Bitte um Unterstützung erließ. Erler stellte kostenlos das Grundstück zur Verfügung. Er starb noch vor der Vollendung des Bauwerks.

## Allgemein
Der Brühl, eine der ältesten Straßen Leipzig, hatte bis zum Zweiten Weltkrieg den Ruf als „Weltstraße der Pelze“, war die bedeutendste Straße der Stadt und trug wesentlich zu Leipzigs Weltruf als Handelsmetropole bei. Einige Zeit erwirtschafteten die dort ansässigen Unternehmen der Rauchwarenbranche den größten Anteil der Steuereinnahmen Leipzigs.
In und um Leipzig hatten sich die dem Pelzhandel zuarbeitenden Firmen angesiedelt, vor allem die Pelzzurichtereien (Gerbereien) und Pelzveredler (Färber). Der Kürschner Alfred Erler war Inhaber der 1847 gegründeten Rauchwarenhandelsfirma gleichen Namens. Arthur Erler gehörte der „Färber-Dynastie“ an, die das Unternehmen F. A. Sieglitz & Co. übernahm. Otto Erler übernahm 1886 den Rauchwarenhandel, den seine Söhne weiter führten. Johann Friedrich Erler gründete 1847 die Rauchwarenhandlung „Erlers Hof“. Sein Sohn Paul Erler (1853–1937) war Mitbegründer der ersten deutschen Silberfuchsfarm.
Nach dem Zweiten Weltkrieg, im Jahr 1950, ist Friedrich Erler als Rauchwaren-Manipulant in Leipzig auf der Nikolaistraße 28/32 im Fachverzeichnis der Pelzbranche eingetragen. Im neu entstandenen Pelzhandelsviertel der Bundesrepublik um die Niddastraße in Frankfurt am Main ist im Jahr 1954 Alfred Erler als Rauchwarenhändler auf der Niddastraße 66/68 verzeichnet.

## Firmengeschichte
Innerhalb kurzer Zeit gelang es Otto Erler sein Unternehmen zu solcher Bedeutung zu entwickeln, dass eigene Niederlassungen in New York, London und Paris nötig wurden. Im Jahr 1914 bot man mit Hinweis auf eigene Färbereien in einer Anzeige in New York an: „Komplette Sortimente russischer und Hudson’s Bay Zobel, Hermeline, Feh, Krimmer, Persianer, Breitschwänze und Astrachan. Alle Arten Füchse und Luchs, Nerze, Bisam, Opossum, Ottern, Waschbären und russische Fohlen. Komplettes Angebot an Pelzinnenfuttern und alle Kaninarten. Sealskin in Originallosen und in sortierten Fellbündeln.“
Neben seinem Fellhandel war Otto Erler, anfangs federführender, Mitinhaber der Rauchwarenfärberei F. A. Sieglitz & Co. Das Grundstück der Färberei hatte Erler in früherer Zeit erworben und erst an Sieglitz & Co. verpachtet und später verkauft. Dort achtete er besonders auf die Einführung neuer Veredlungsprodukte, die Hauptartikel des Unternehmens. Die Firmen Erler waren die ersten, die um 1890 auf besondere Art geschorene Waschbärfelle als Biberersatz anboten. Die Nachfrage aus Russland auf diesen Artikel war so groß, „dass gar nicht genug Material“ beschafft werden konnte.
Am 1. Januar 1905 wurde sein ältester Sohn Rudolph Teilhaber des Unternehmens, am 1. April 1907 sein zweiter Sohn Dr. Arthur Erler, der ebenfalls an der Färberei Sieglitz & Co. beteiligt war. Otto Erler starb 1911, im Jahr des 25-jährigen Bestehens seiner Firma. In seinem Testament vermachte er der Kürschner-Innung Leipzig 5000 Mark zur Unterstützung von hilfsbedürftigen Kürschnermeisters-Wittwen und -Waisen.
Wie es hieß, waren „Erler-Sortimente“ weiterhin „in der ganzen Branche bekannt und beliebt“. Rudolph Erler (* 1877; † 16. März 1931) führte mit seinem Bruder für zwei Jahrzehnte das Unternehmen. Nach Abschluss der Lehre „im alten Stil“ bei Goerlitz & Machhauer war Rudolph zu der damals sehr bedeutenden Londoner Firma Hirschel & Meyer gegangen und nach einem knapp einjährigen Aufenthalt in Paris zu der amerikanischen Schwesterfirma H. Eulenstein, New York. Sein Hauptaugenmerk galt, neben dem engen Kontakt zur Friedrich Erlerschen Firma und der von seinem Bruder und Mitinhaber geleiteten Sieglitzschen Färberei, der er ebenfalls als Mitinhaber angehörte, den „Erlerschen Fuchsspezialrenommés“ und in den letzten Jahren dem Geschäft mit argentinischen Rauchwaren. Im Gegensatz zu den übrigen Familienmitgliedern engagierte Rudolph sich nicht in Ämtern oder ähnlichen Stellungen.
Philipp Manes, Rauchwaren-Kommissionär und Geschichtsschreiber der Pelzbranche, berichtete aus Berlin über den dortigen Firmenvertreter Anselm Schapiro:
„Zwei Vertreter der ältesten Schule – zwei Männer, die in ihrer Art einmalig blieben. […] Schapiro vertrat sein Leben lang ausschließlich die Firma Otto Erler seit 1888. Er war eine ganz ungewöhnliche Erscheinung. Im Aussehen wirkte er wie ein feudaler Adliger, bei den Gardekürassieren stehend und nun in Zivil ausgehend. Immer höchst elegant, nie ohne Handschuhe, im Sommer hell angezogen, Strohhut und Stock. Man wusste nicht, wie alt er war – bis kurz vor seinem Tod besuchte er in gewohnter Weise die Kunden – dann erst erfuhren wir, dass er fast 80 Jahre alt geworden.“
Am 1. April 1912 war der Betrieb mit seinem Warenlager in das eigene Geschäftshaus, die „Rauchwarenhalle“ umgezogen, und zwar in den an der Richard-Wagner-Straße 5 gelegenen Neubau. Im Kriegsjahr 1941 wurde das von den Söhnen des Gründers geführte Unternehmen von Philipp Manes als noch bestehend erwähnt.

## Rauchwarenhalle Otto Erler

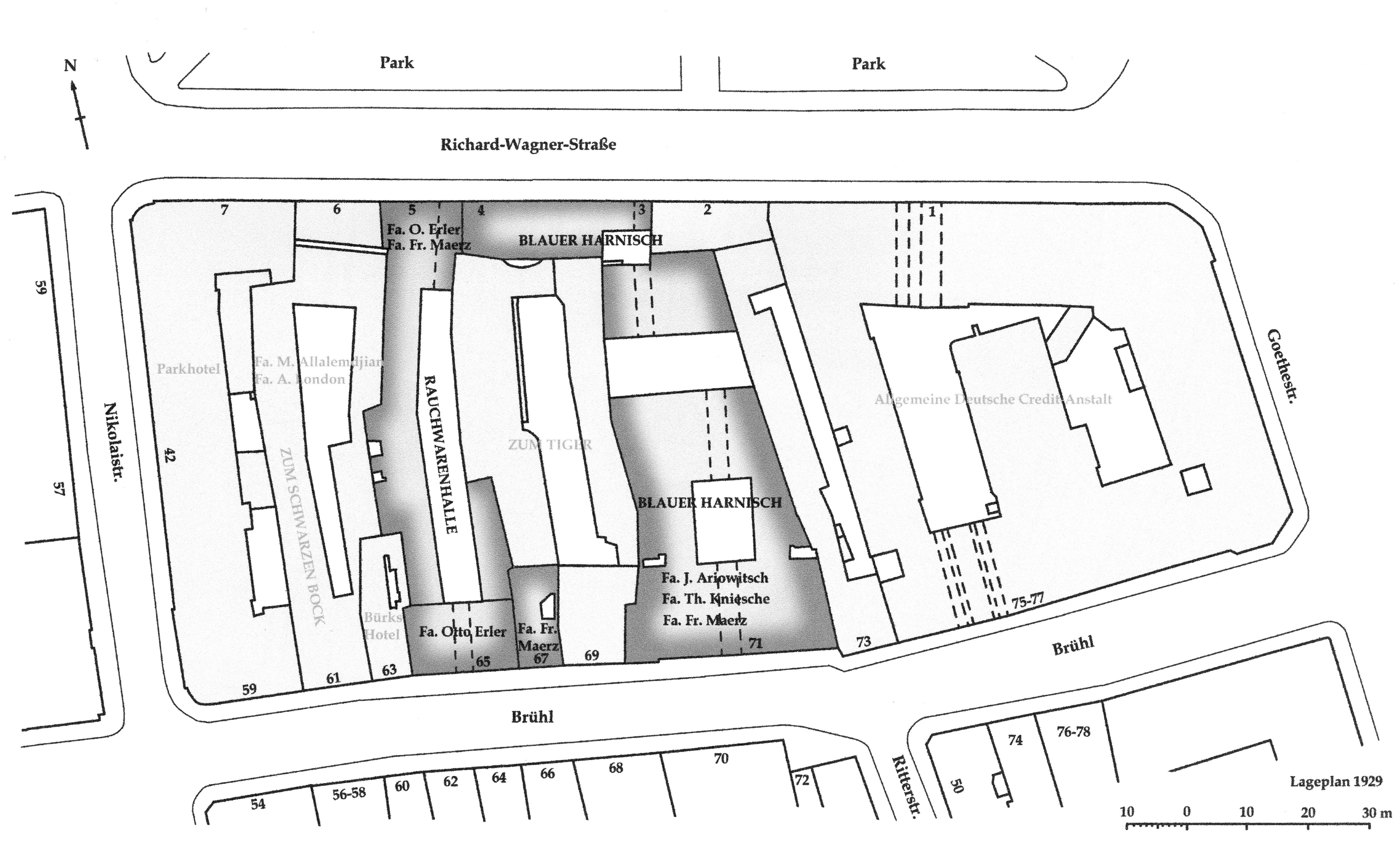
Grundriss Durchgangshöfe Rauchwarenhalle und Blauer Hirsch

Jens Schubert beschrieb das Geschäftshaus Otto Erler in seiner Magisterarbeit „Die Pelzgewerbehäuser in der Leipziger Innenstadt“:
Das Rauchwarengeschäftshaus Brühl 65 mit seinen zwei rückwärtigen Seitenflügeln und das Handelshaus Richard-Wagner-Straße 5 mit einem Flügel sind über einen lang gestreckten Hof miteinander verbunden. Dort wurde zwischen den westlichen Hintergebäuden ein weiteres großes Lagerhaus mit Außenaufzug und Fassadentüren für den Warentransport eingefügt. Dieser Häuserkomplex bildet die so genannte „Rauchwarenhalle“.
„Der vierstöckige Bau am Brühl 65 wurde um 1844 noch als Wohn- und Geschäftshaus angelegt. Im Gegensatz dazu entstand 1911 das Gebäude an der Richard-Wagner-Straße 5 als reiner Geschäftshausbau. Deutlich wird der Unterschied in der Fassadengliederung. Der ältere Massivbau weist die oberen Etagen mit ihren kleinteiligen, strengen Fensterrastern als Wohnungen aus. Das Erdgeschoss mit den Ladenlokalen und der Durchfahrt trennte sich auffallend, ohne übergreifende Stützen oder ähnlich Verbindendem vom übrigen Bau ab. Das moderne Geschäftshaus am Park hingegen, in Stahlbeton mit vorgeblendeter Natursteinfassade ausgeführt, setzte zwar auch die Ladenzone durch ein Gesims ab, verband jedoch mit durchgehenden Pfeilern alle Geschosse miteinander. Die mittlere der drei Pfeilerachsen wurde im Dach durch einen großen Segmentgiebel beschlossen, der den Bau mächtig erscheinen ließ. Dieser Eindruck verstärkte sich durch den Vertikalismus der ausgestellten Stützen. Im Unterschied zum gelagert wirkenden Gebäude am Brühl, wurden hier die Pfeilerkonstruktionen des Baus ganz im Stil der Zeit an der Fassade sichtbar gemacht. Die großen Fenster und die auf Brüstungsfelder reduzierte Wandfläche sind typisch für Geschäftshausfassaden um 1910.“
Jens Schubert bemerkte, dass im Grundstück am Brühl schon 1795 von einem Kürschner das Pelzgewerbe betrieben wurde. In der Anlehnung an einen Vorbesitzer mit dem Namen Fischer wurde das Haus „Zum Karpfen“ genannt. Früher befand sich hier eine Ausspanne mit Gasthof. Schon immer bestand die Verbindung mit dem Grundstück Richard-Wagner-Straße 5. Im Jahr 1839 erwarb das Anwesen der Kaufmann Riesberg, der es 1844 durch Daniel Moritz Schreber, den bekannten Arzt und Pädagogen, mit der Nachbarparzelle verbinden ließ. Die alten Gebäude wurden abgerissen und durch den Architekten F. W. Mercker neu bebaut.
Am Anfang des 19. Jahrhunderts war das Vorderhaus nur dreigeschossig. Es waren zwar bereits Läden vorhanden, jedoch nur ein Lager im Erdgeschoss der Hintergebäude, sonst gab es dort nur Pferdeställe und ein Waschhaus. Im späteren, größeren Gebäude waren im Erdgeschoss ausschließlich Niederlagen eingerichtet worden. Im Jahr 1860 wurde im Keller des Vorderhauses eine Schlosserwerkstatt eingerichtet. Zur dürftigen Belüftung und Beleuchtung dienten Lichtschächte zur Straße. Die Wohnungen wurden zugunsten ertragreicherer Gewerberäume immer mehr reduziert. Zuerst wurde die erste und zweite Etage umgebaut, später die höher gelegenen Geschosse und die Hintergebäude. Die Läden und Schaufenster wurden der Zeit entsprechend regelmäßig modernisiert. Durch Eisenkonstruktionen wurden die Schaufenster vergrößert, die breiten Mauerpfeiler wurden durch schmale Eisenstützen und Eisenträger ersetzt.
An das elfachsige Vorderhaus auf rechteckigen Grund wurden zwei Flügel an der Rückseite angefügt. Das Erdgeschoss diente geschäftlichen Zwecken. An der in der Mitte befindlichen Durchfahrt befand sich ein Kaufladen mit Schreibstube, auf der anderen Seite eine Gaststube mit Küche. Über schmale Stiegen kam man von der Durchfahrt aus in die oberen Wohnetagen.
Der letzte Umbau während der Jahre 1928 bis 1930 vergrößerte die Nutzfläche noch einmal. Das Dachgeschoss des Vorderhauses wurde aufgestockt, so dass dort ein Vollgeschoss, eine Mansarde und ein Spitzboden entstanden. Durch einen Ladeneinbau im Erdgeschoss des Durchgangshofes versuchte man Passanten in den Hof zwischen Brühl und Hauptbahnhofvorplatz zu ziehen. Die oberen Etagen wurden weiter als Lager- und Kontorräume des Rauchwarengroßhandels gebraucht.
In dem der Weltwirtschaftskrise der 1920er Jahre nachfolgenden Jahrzehnt gerieten viele Rauchwarenfirmen in Schwierigkeiten oder gingen in Konkurs. So wurde auch die Rauchwarenhalle im Jahr 1937 zwangsversteigert. Die Einzelhandelsgeschäfte wie auch die Lager- und Kontorräume wurden jedoch bis zur Zerstörung der Rauchwarenhalle im Zweiten Weltkrieg weiter fast ausschließlich vom Pelzgewerbe genutzt.